# Li Bing (håndboldspiller)
Li Bing (kinesisk: 李兵; pinyin: Lǐ Bīng; født 21. januar 1980 i Harbin, Heilongjiang) er en kvindelig kinesisk håndboldspiller som deltog under sommer-OL 2004, sommer-OL 2008 og VM 2011. Hun har også deltaget under de asiatiske lege i 2002 (tredjeplads), 2006 (fjerdeplads) og 2010 (førsteplads)
I 2004 kom hun på en 8. plads med de kinesiske hold under OL 2004. Hun spillede i alle syv kampe og scorede 15 mål.
I 2008 kom hun på en 6. plads med de kinesiske hold under OL 2008. Hun spillede i alle otte kampe og scorede otte mål.
I 2011 kom hun på en 21- plads med de kinesiske hold under VM 2011.